# Re:publica

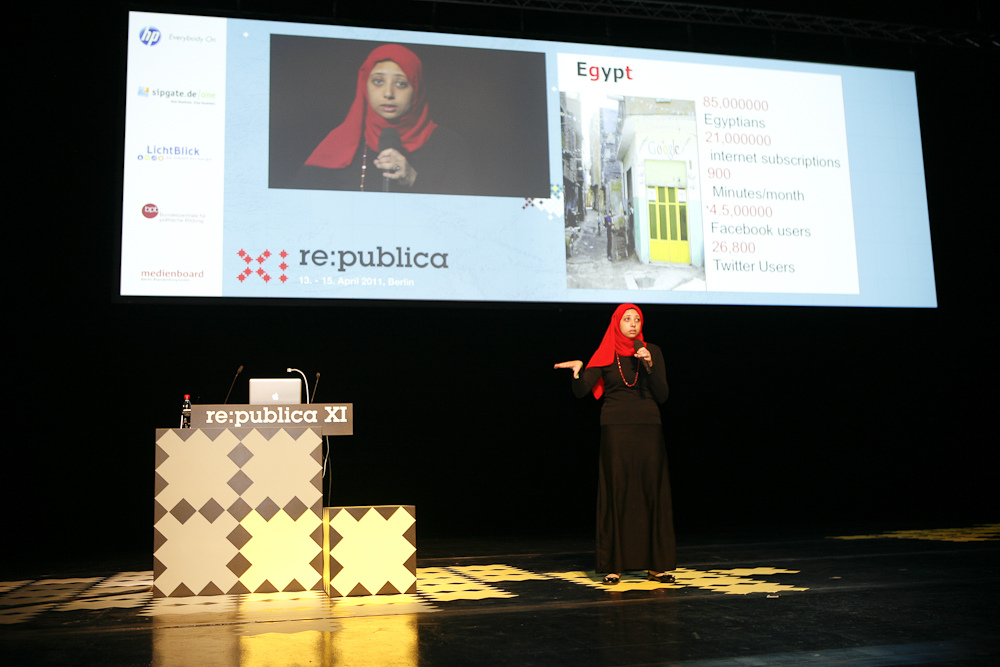
Noha Atef a re:publica '12.

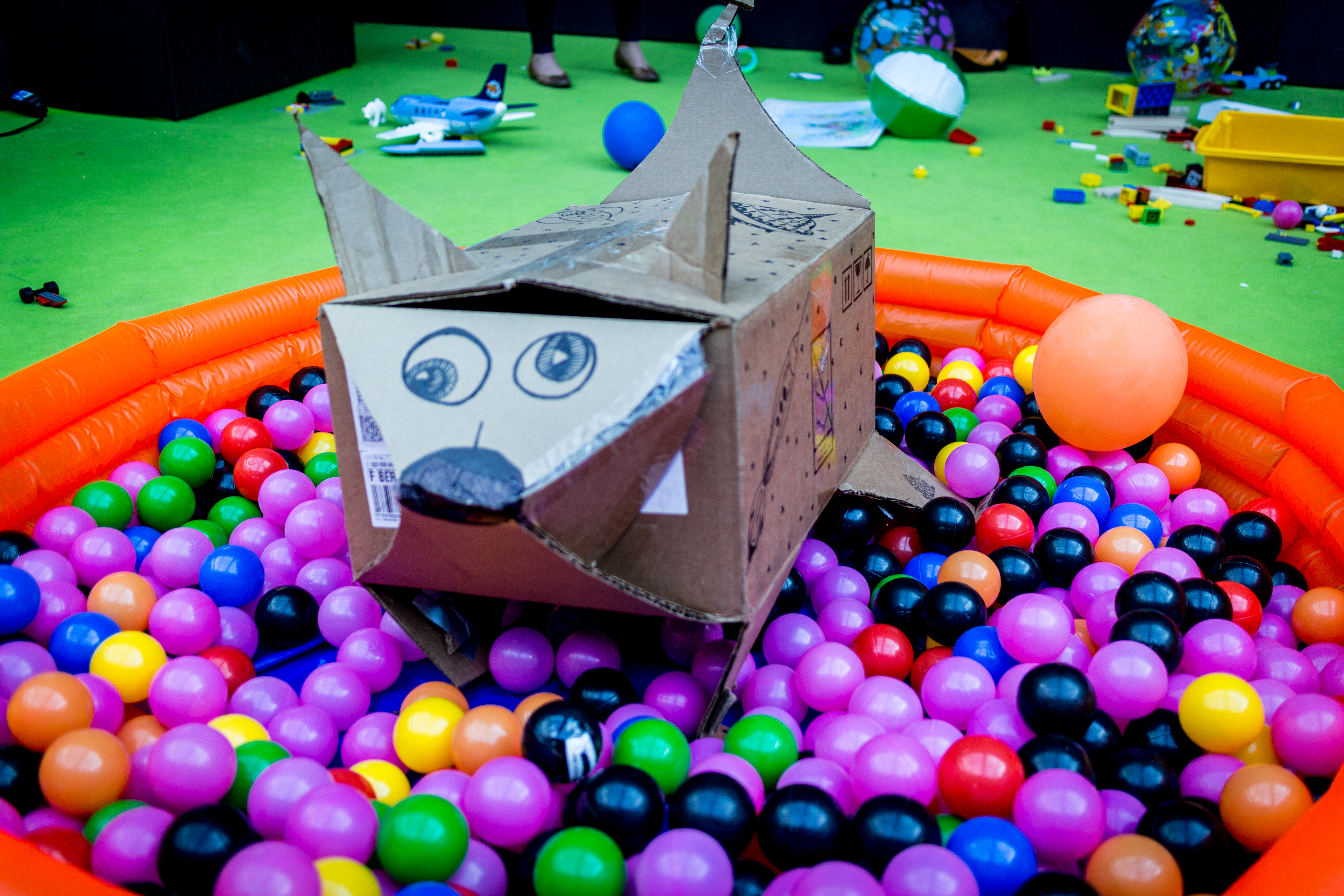

La conferenza re:publica è un evento che ruota intorno alla sfera culturale del Web 2.0, su argomenti come i blog, i social media e la società digitale.
È organizzata dal 2007 a Berlino, dove i suoi lavori si tengono con cadenza annuale. Nell'arco di tre giorni di lavori, vengono affrontati una serie di argomenti, attraverso lezioni e laboratori, attinenti ai tema dell'edizione, riguardanti i mass media, la cultura, la politica, le tecnologie per l'intrattenimento, ecc. Tutte le lezioni e le discussioni che animano la conferenza sono generalmente trasmesse in diretta streaming e messe a disposizione in rete.
Organizzatori della conferenza sono gli operatori che danno vita a due blog tedeschi, Spreeblick e Netzpolitik.org. La serie di conferenze è promosso dalla Medienboard Berlin-Brandenburg e dal Bundeszentrale für politische Bildung (Agenzia federale per la formazione politica).

## Edizioni

### re:publica '07 – Vivere in rete
Berlino: Kalkscheune, 11–13 aprile 2007, ca. 700 persone.

### re:publica '08 – La massa critica
Berlino: Kalkscheune, 2–4 aprile 2008, oltre 800 persone (tutto esaurito). Tema principale di re: publica 08 è stato la protezione dei dati.
Il fil rouge lanciato dagli organizzatori: "Il motto della conferenza 'La massa critica' vuole porre in luce diverse sfaccettature della stessa complesstà: Internet e le nuove forme di comunicazione sono sempre più integrate nella vita delle persone. Le applicazioni Web 2.0 stanno diventando autopropulsive. E d'altro canto, la capacità della massa di criticare è al centro di quest'evento di tre giorni".

### re:publica '09 – La trasformazione in corso

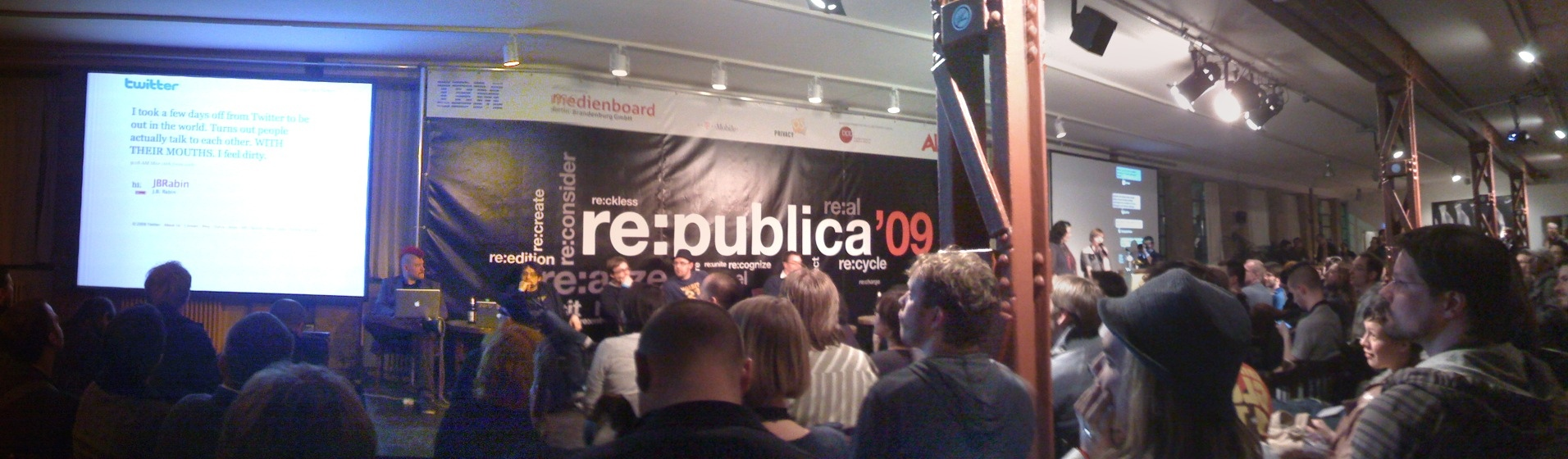
Lezione su Twitter a re:publica '09.

Berlino: Friedrichstadtpalast & Kalkscheune, 1–3 aprile 2009, ca. 1500 spettatori (tutto esaurito)
Argomento orientativo di quest'anno: "Il motto della conferenza 'Shift happens' ('La trasformazione in corso') rappresenta il rapido cambiamento del sistema dei media: Internet e le nuove forme di comunicazione sono sempre più integrate nella vita delle persone. Le applicazioni Web 2.0 stanno diventando autopropulsive."
Gli Argomenti principali di re:publica 09 sono stati i problemi di copyright e gi aspetti politici dell'uso di Internet.

### re:publica '10 – now here

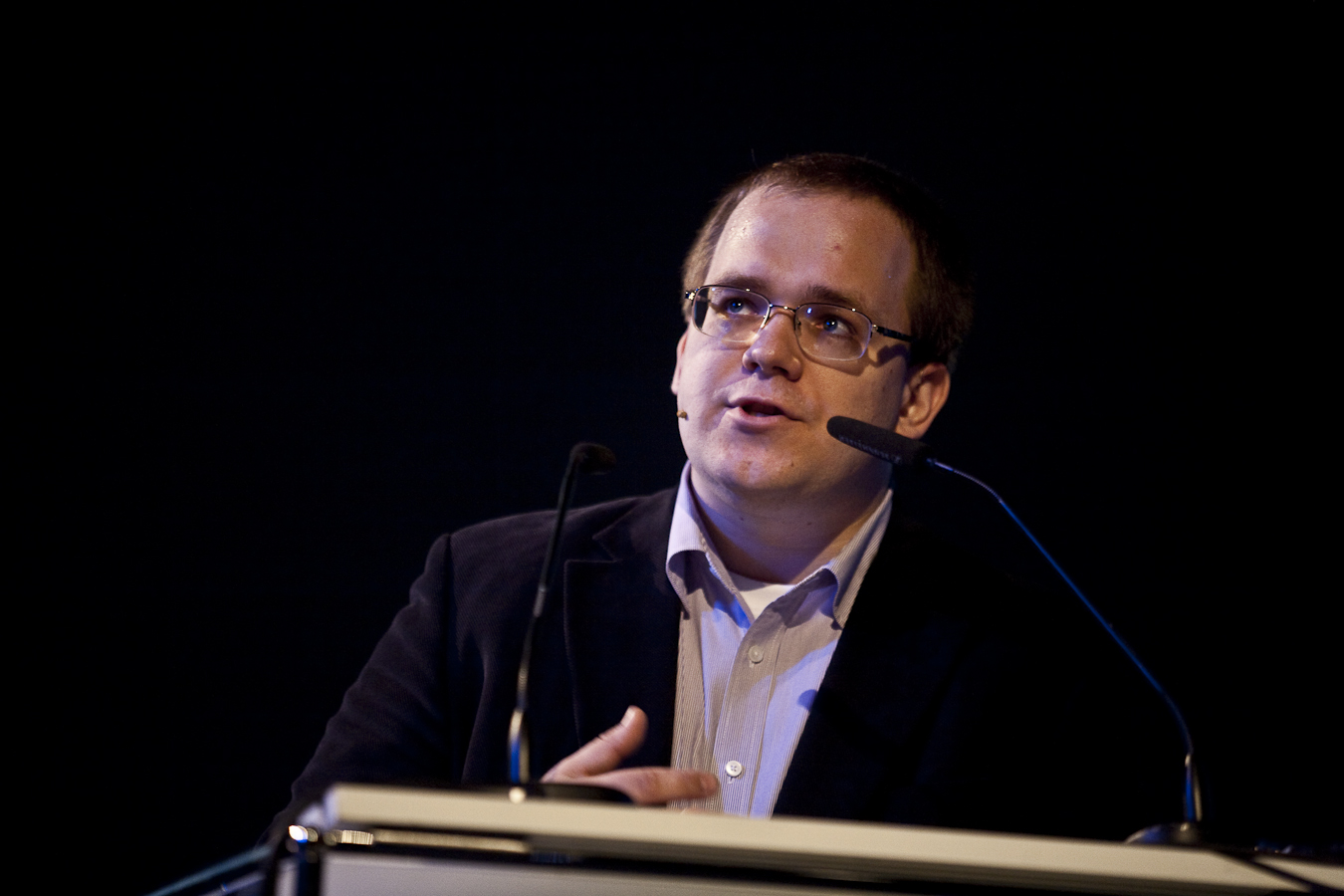
Evgenij Morozov nell'edizione 2010

L'edizione 2010 si è tenuta a Berlino dal 14 al 16 aprile, nel Friedrichstadtpalast, nel Kalkscheune & Quatsch Comedy Club. Vi hanno assistito circa 2700 spettatori che si sono distribuiti in 250 incontri e si è così caratterizzato come il più grande evento del suo genere in Germania.

### re:publica '11
L'edizione di re:publica '11 si è svolta dal 13 al 15 aprile 2011 negli stessi luoghi dell'anno precedente. Ha avuto circa 3000 partecipanti in 169 conferenze e workshop. La percentuale di donne tra i relatori è aumentata al 30%. All'inizio della conferenza, Markus Beckedahl ha annunciato la fondazione dell'associazione "Digitale Gesellschaft", che mira a mettere gli argomenti politici su Internet del tipo di Greenpeace lontano dall'interesse dei "nerd" al centro del dibattito sociale. Gli argomenti comprendevano, tra l'altro, le attività politiche del collettivo Internet Anonymous, il grado di privacy o apertura desiderato nei social network e l'iniziativa dell'associazione Wikimedia Germany per rendere l'enciclopedia di Internet Wikipedia il primo patrimonio culturale mondiale digitale. Daniel Domscheit-Berg ha spiegato che il progetto OpenLeaks, che era stato ritardato da un ampio lavoro preparatorio, era ora tecnicamente completato e voleva diventare un'alternativa politicamente neutrale a Wikileaks.

### re:publica '12 – Act!on

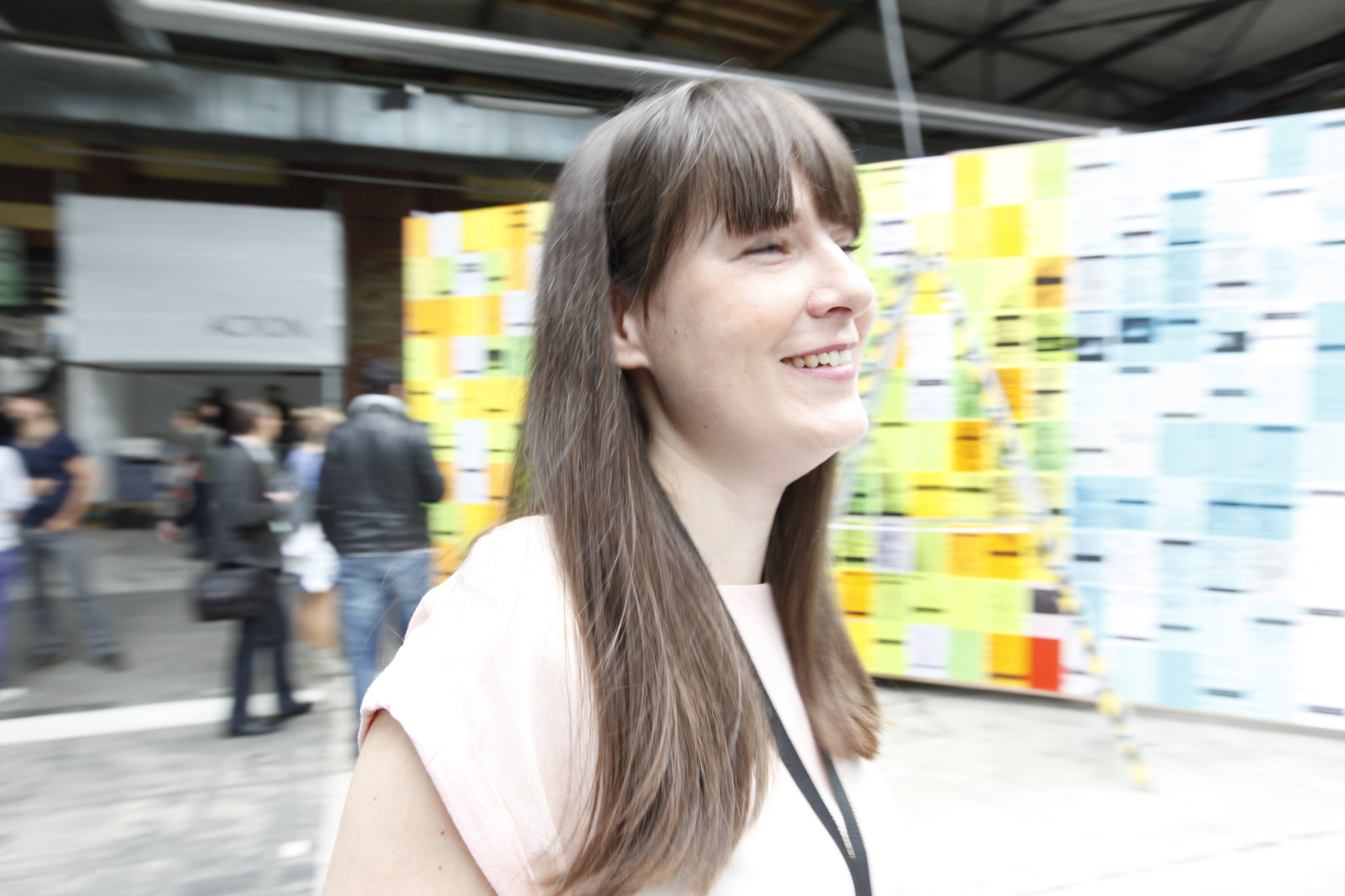
La grafica Jana Geitner a re:publica '12.

Re:publica '12 si è tenuta con il motto "Act!on" dal 2 al 4 maggio 2012 nella stazione di Berlino, una parte della stazione ferroviaria di Berlino Dresda. Circa 350 relatori provenienti da oltre 30 paesi si sono esibiti in otto fasi. In anticipo, gli organizzatori hanno preso la decisione di ampliare la rivista re:publica. A tal fine, l'evento è stato trasferito alla STATION ed è stata fondata la "re:publica GmbH" per la sicurezza finanziaria, 30-40 persone sono state impiegate a tempo pieno per la pianificazione e l'attuazione della conferenza. Per la prima volta, re:publica è stata anche riconosciuta quale evento educativo in modo che i partecipanti alla conferenza potessero richiedere un congedo di studio.
Il partner nei media Spiegel Online ha permesso la diretta streaming del palco principale su spiegel.de. Per favorire l'accessibilità Aktion Mensch ha fornito per cinque conferenze sottotitoli tradotti e interpreti nella lingua dei segni.
Un punto culminante dell'evento è stato l'intervista a Steffen Seibert, che ha riferito le sue attività su Twitter come portavoce del governo. La commissaria europea Neelie Kroes ha scatenato una maggiore copertura mediatica, nel suo discorso ha affermato: "Non preoccupatevi dell'ACTA", poiché non si prevede che il controverso accordo dell'UE ottenga la maggioranza necessaria al Parlamento europeo. Ha auspicato una soluzione senza ACTA o SOPA.

### re:publica '13 – IN/SIDE/OUT
Il settimo re:publica ha avuto luogo dal 6 all'8 maggio 2013 con il motto IN/SIDE/OUT. L'evento si è svolto per la seconda volta nella stazione di Berlino, in Luckenwalder Straße. Erano previsti 5.000 visitatori, sono stati invitati 350 relatori. Questi includono, per esempio, Graham Linehan, Gunter Dueck e Yoani Sánchez. Spiegel Online è stato annoverato per la seconda volta tra i partner della conferenza.

### re:publica '14 – INTO THE WILD
L'ottavo re:publica si è svolto dal 6 all'8 maggio 2014 a Berlino, nella stazione della città. È stato il più grande re:publica fino ad allora con oltre 6.000 persone, 350 sessioni e 18 tappe.
Il re:publica è ormai uno degli eventi più importanti nel campo di Internet, social media, economia, politica e la loro interazione con individui e società. I temi e il formato di re:publica 2014 sono stati ben accolti, incasellandosi così nel panorama della conferenza.
Il gran numero di 500 volontari mostra la forte integrazione nella comunità e il loro grande interesse. L'evento ha avuto una vasta copertura e portata mediatica (milioni di tweets, così come la televisione e la carta stampata).

### re:publica '15 - Finding Europe
Il nono re:publica si è svolto dal 5 al 7 maggio 2015 nella stazione di Berlino. È stato il più grande re:publica fin qui svoltosi con oltre 7.000 partecipanti e 450 relatori.

### re:publica '16 – TƎИ
La decima edizione di re:publica si è svolta dal 2 al 4 maggio 2016 nella stazione di Berlino. Con oltre 8.000 visitatori, c'è stato un nuovo record di presenze. I discorsi programmatici sono stati tenuti da Richard Sennett, Thomas Fischer, Carolin Emcke, Eben Moglen e Geoffroy de Lagasnerie. Andrea Nahles ha presenziato da lì una riunione municipale. Tra i circa 850 relatori troviamo Gunter Dueck, Sascha Lobo, Randall Munroe e Trevor Paglen, Julia Reda, Barbara van Schewick e Saskia Sassen.
Per la prima volta ha avuto luogo un labore:tory in cui il tema della realtà virtuale è stato considerato da diverse angolazioni. Nuovi erano gli incontri, in cui persone con sensibilità simili hanno potuto confrontarsi in un'area appositamente creata (Networking Area). Si è svolto anche il nuovo evento "Performersion - Days of Performing & Immersive Arts". Era un programma di due giorni di arti dello spettacolo e tecnologia.
In una presentazione all'inizio di re:publica 2016, Greenpeace ha diffuso informazioni trapelate sull'accordo di libero scambio TTIP, il cosiddetto TTIPleaks.

### re:publica '17 – Love out Loud!
L'11º re:publica si è svolto dall'8 maggio al 10 maggio 2017 sempre presso la stazione di Berlino. Lo slogan Love out Loud! è stato ispirato dalla conferenza "L'amore organizzato" di Kübra Gümüşay dell'anno scorso. I relatori sono stati, tra gli altri, Danny O'Brien, Martin Ehrenhauser, Carolin Emcke, Trevor Paglen, Felix Stalder e Elisabeth Wehling.

### re:publica '18 – POP
Il 12º re:publica si è svolto dal 2 maggio al 4 maggio 2018 con il motto POP (The Power of People). I relatori includevano tra gli altri Ranga Yogeshwar, Rebecca MacKinnon, Katherine Maher, Dunja Hayali, Silke Burmester, Kai Gniffke, Sibylle Berg, Marc-Uwe Kling, Juli Zeh, Eyal Weizman, Chelsea Manning, Trebor Schulz e Orit Halpern. Durante il giorno di apertura della fiera, c'è stata una campagna di guerrilla della Bundeswehr che ha suscitato polemiche sull'ammissione dei militari in divisa all'evento.
1. ↑  (DE)  t3n am 8. April 2011: re:publica XI: Vorschau auf Highlights der Internetkonferenz Archiviato il 16 maggio 2013 in Internet Archive.